# Namsaknoi Yudthagarngamtorn
Namsaknoi Yudthagarngamtorn (en thaï: นำ ศักดิ์ น้อย ยุทธการ กำธร, né le 13 octobre 1979) est un combattant de muay-thaï. Il détient l'un des pourcentages de victoires les plus élevés (95 % de victoires en 300 combats) et l'un des plus longs règnes en tant que champion du Stade de boxe du Lumpinee en 2000-2006, période pendant laquelle il demeure invaincu dans sa catégorie. Il est nommé « Combattant de l'année » en 1996 et 1999. En plus d'être sans aucun doute le meilleur pratiquant de muay-thaï de cette génération, il est également réputé pour la grâce et la beauté de son Ram Muay et a remporté de nombreux prix pour son interprétation de la danse pré-combat traditionnelle en Thaïlande. 

## Biographie
Né sous le nom de Muhammud Chaiyamart dans un petit village de pêcheurs dans la province de Surat Thani, au sud de la Thaïlande, Namsaknoi est le plus jeune d'une fratrie de sept enfants. Il débute la boxe à l'âge de huit ans et adopte le nom de combat de son oncle, Namsak, un combattant bien connu dans le Sud. Il effectue une cinquantaine de combats dans les provinces du Sud, avant d'être envoyé à Bangkok.
Namsaknoi poursuit sa formation au camp Kiatsingnoi pendant cinq ans, et obtient en 1996 la prestigieuse distinction de « Combattant de l'année » de la Sportswriters Association of Thailand. Il s'entraine ensuite pendant huit ans au camp Por Pramuk, et contribue avec Buakaw Banchamek, son cadet de trois ans, à la renommée du camp Por Pramuk au niveau mondial.
Après sa carrière de combattant, il passe six ans à Singapour où il est instructeur à l’Evolve Fight Team, entraînant des combattants de MMA de renommée mondiale tels que Rafael dos Anjos, Tarec Saffiedine et Shinya Aoki. Il dirige maintenant son propre gymnase, le Namsaknoi Muay Thai Club, sur l'île de Koh Phangan, au sud de la Thaïlande.